# Глусский сельсовет
Глусский сельсовет (бел. Глускі сельсовет) — упразднённая административная единица в составе Глусского района Бобруйского округа. Центр — городской посёлок Глуск.

## История
Создан в начале 1925 года в составе Глусского района Бобруйского округа БССР путём объедения Глусского 1-го и Глусского 2-го сельсоветов. 21 августа 1925 года отменён в связи с образованием Глусского местечкового совета.